# 여행경보
여행경보(旅行警報)는 국가기관이나 재외공관이 수집한 현지 치안 정세로 보았을 때, 여행과 거주시 안전상의 문제가 있는 국가 · 지역을 대상으로 한 위험 정도에 대한 경보이다.

## 대한민국
대한민국은 여행경보제도를 시행하고 있다.

## 일본
일본의 여행정보는 위험정보(일본어: 危険情報 기켄조호[*])라고 해서, 외무성이 발표하는 여행정보 중 해외 (일본 국외의 국가 및 지역)의 여행과 거주에 대한 안전에 관한 정보이다. 외무성이나 재외공관이 수집한 현지 치안 정세로 보았을 때, 여행과 거주시 안전상의 문제가 있는 국가 · 지역을 대상으로 위험의 정도를 4개의 부문으로 나타낸다. 2002년 4월 26일 이전에는 해외 위험 정보로서, 관광 연기 권고, 여행 연기 권고, 가족 등 대피 권고, 대피 권고 등 5단계의 정보가 발표된 순서대로 위험도 1 - 5 수치로 표시되었다. 또한 전염병에 대한 위험 정보는 치안을 기준으로 한 일반적인 위험정보와는 별도 기준으로 발행된다.
위험정보와 마찬가지로 외무성이 발표하고있는 해외 도항 · 체재에 관한 여행 정보로서 명소 정보, 광역 정보 등이 있으며, 외교부 해외 안전 홈페이지와 동등한 팩스 서비스 등으로 공표되고 있다. 또한 나리타 · 주부 · 간사이의 국제선 터미널과 일부 여권 발급소에 전용 정보 단말기 (PC)가 설치되고, 해외 안전 홈페이지와 마찬가지로 볼 수 있다. 또한 외무성 발표의 여행 정보 자체 취재 결과를 반영한 NHK의 《해외안전정보》라는 프로그램에서도 최신 정보를 매주 제공하고 있다.